# Promessa

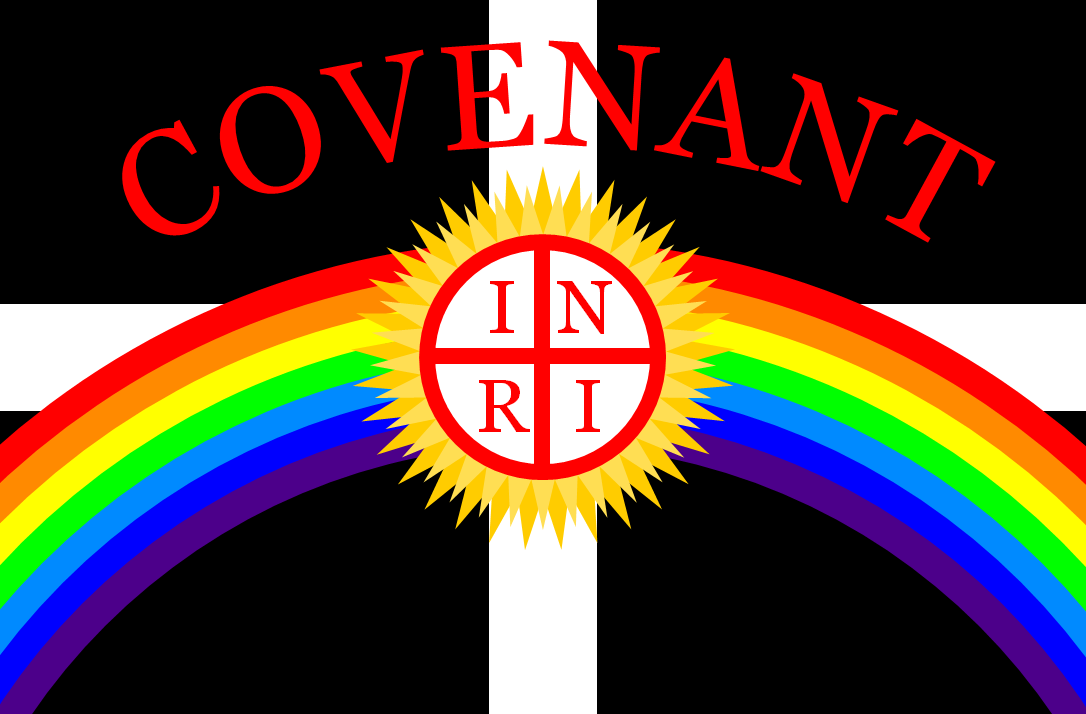
Secondo la tradizione biblica l'Arcobaleno fu un dono di Dio rappresentante il patto che strinse con l'umanità dopo il Diluvio. L'Arcobaleno è il simbolo di una promessa.

Una promessa è un impegno da parte di qualcuno a fare o non fare qualcosa. Una promessa può essere fatta sotto forma di semplice affermazione oppure secondo modalità specifiche di un determinato rituale o, più in generale, contesto.

## Tipologie
Ci sono molte specie di promesse. La promessa solenne è caratterizzata dalla presenza di certi requisiti di forma o di sostanza, come la promessa di matrimonio o il giuramento militare; la promessa semplice non presenta questi requisiti e costituisce solo un fatto sociale. Le promesse possono essere unilaterali o reciproche; di norma, devono essere onorate se sono inserite in un contratto, secondo la massima latina pacta sunt servanda. Una promessa particolare è il voto religioso, che è una promessa fatta a Dio e assume un carattere sacro. In politica ci sono anche le promesse elettorali.

## Diritto
Dal punto di vista giuridico, la promessa consiste nella manifestazione dell'intenzione di fare o non fare qualcosa in futuro. La promessa deve essere indirizzata ad una controparte. La persona che manifesta l'intenzione si dice promittente, la persona a cui la promessa è indirizzata si dice promissario.
Nel diritto, un contratto è creato attraverso un processo di offerta e accettazione. Un'offerta entra in un contratto vincolante, che consiste in un'indicazione da parte dell'offerente e diventa legalmente vincolante dopo che l'accettante, cioè la persona a cui l'offerta è indirizzata, l'ha accettata nel modo indicato nell'offerta stessa. Una volta che l'accettazione ha avuto luogo, il contratto vincolante entra in vigore e le parti sono legalmente tenute ad accettarne i termini. Un contratto è pertanto un'obbligazione legale volontariamente assunta. La parte che manca di eseguire i suoi obblighi previsti dal contratto è detta inadempiente ed è obbligata a compensare l'altra parte. La compensazione normalmente assume la forma del pagamento di una somma di denaro sufficiente a risarcire il danno subito dalla parte.

## Filosofia
Alcuni filosofi si sono occupati di stabilire regole per l'adempimento delle promesse. Immanuel Kant sosteneva che le promesse devono essere sempre mantenute, mentre alcuni consequenzialisti ritenevano che una promessa poteva essere rotta se ciò fruttava benefici. Il filosofo inglese Iain King ha cercato di conciliare queste posizioni, suggerendo che le promesse devono essere mantenute a meno che valgano meno di altre nuove opzioni; ciò richiede un cambiamento della situazione rilevante, imprevisto e ragionevolmente imprevedibile, che sia intervenuto dopo che la promessa è stata fatta.

## Sociologia
Secondo Charles Wright Mills, la promessa è un'immagine ideologica che ci dà la nostra società, a cui corrisponde il nostro impegno nei confronti della società in cambio della prosperità. L'esempio più popolare di ciò è il cosiddetto sogno americano.

## Psicologia
Alcuni autori hanno esaminato le caratteristiche della promessa effettuando un paragone tra le promesse e le minacce. Secondo questi autori, entrambe sono altamente controllate da colui che le fa e tendono a convincere l'ascoltatore a fare o non fare qualcosa, tuttavia le prospettive per l'ascoltatore sono diverse: nel caso delle promesse si basano su una ricompensa, nel caso delle minacce su una punizione. Per questo motivo, le promesse sono percepite come positive, le minacce come negative. Certe caratteristiche sia delle promesse che delle minacce, come la forza e la credibilità, influenzano la possibilità che esse abbiano successo oppure no.
Le promesse possono ricadere sotto diverse categorie, ma hanno due componenti fondamentali: il tipo di attività che la promessa impegna a fare e il contenuto della promessa stessa. La promessa può dare la sicurezza che qualcosa è pienamente garantita e anche l'incertezza che qualcosa non possa essere assicurato in un dato momento; questo può creare nella nostra mente sia effetti positivi che negativi.

## Politica
Le promesse elettorali vengono fatte durante le elezioni e consistono nella promessa da parte del candidato di garantire, in caso di elezione, un futuro migliore alla popolazione. Tuttavia, certe promesse sono fatte su basi poco realistiche, per cui è difficile che vengano mantenute.

## Scautismo
La promessa scout è una promessa che viene pronunciata dai novizi dopo un periodo in cui si è verificato che quest'ultimo è disposto ad appartenere al movimento. Ogni associazione scout ha un proprio testo, tuttavia quasi tutte hanno un riferimento al proprio onore, al dovere verso Dio e verso la patria e al rispetto e osservanza della legge scout. È stata formulata da Robert Baden-Powell, fondatore dello scautismo.